# Liste der denkmalgeschützten Objekte in Mochtín
Grundlage dieser Liste der denkmalgeschützten Objekte in Mochtín ist die ÚSKP-Liste (Ústřední seznam kulturních památek České republiky, deutsch Zentrale Liste der Kulturdenkmäler der Tschechischen Republik), die von der tschechischen Denkmalschutzbehörde NPÚ (Národní památkový ústav, deutsch Nationale Denkmalbehörde) seit 1987 geführt wird und an die seit dem Jahr 1850 geschaffenen Listen anschließt.

## Denkmalgeschützte Objekte nach Ortsteilen

### Nový Čestín
| Lage                                  | Objekt                 | Beschreibung | ÚSKP-Nr.                  | Bild           |
| ------------------------------------- | ---------------------- | --- | ------------------------- | -------------- |
| Nový Čestín, beim Schloss (Standort)  | Dreifaltigkeitskapelle | Frühbarocke Kapelle mit einem kurzen rechteckigen Kirchenschiff und einem dreischneidigen Chor aus dem Jahr 1695. Auf der dreiteiligen Fassade befindet sich ein Volutengiebel, Tonnengewölbe im Inneren.                                                                                                  | 30906/4-3048 Info Katalog | weitere Bilder |
| Nový Čestín, Nový Čestín 1 (Standort) | Schloss Nový Čestín    | Dreistöckiges Gebäude auf dem U-förmigen Grundriss mit Ecktürmen und Neorenaissance-Fassaden, Hof und Park. Ein Beispiel für ein romantisches Schlossgebäude aus der zweiten Hälfte des 19. Jahrhunderts, das auf älteren Fundamenten erbaut wurde und von der italienischen Renaissance inspiriert wurde. | 19704/4-3047 Info Katalog | weitere Bilder |

### Srbice
| Lage                         | Objekt                               | Beschreibung | ÚSKP-Nr.                  | Bild                                 |
| ---------------------------- | ------------------------------------ | --- | ------------------------- | ------------------------------------ |
| Srbice (Standort)            | Kapelle des Hl. Johannes von Nepomuk | Eine gemauerte Kapelle in Form einer zylindrischen Säule mit einem konischen Dach, auf der Vorderseite eine tiefe Nische mit einer Statue des Hl. Johannes von Nepomuk. Barockkapelle von ungewöhnlicher Form aus dem Ende des 18. Jahrhunderts. | 44222/4-3292 Info Katalog | Kapelle des Hl. Johannes von Nepomuk |
| Srbice, Srbice 16 (Standort) | Hof Nr. 16                           | Der Hof der mittelalterlichen Anlage enthält die Überreste einer ehemaligen Renaissance-Festung aus der ersten Hälfte des 16. Jahrhunderts. Klassisches zweistöckiges Mauerwerk aus dem zweiten Viertel des 19. Jahrhunderts.                    | 34163/4-3293 Info Katalog | Hof Nr. 16                           |